# Сідні Пенні
Сідні Пенні (англ. Sydney Penny, нар.. 7 серпня 1971) — американська акторка.

## Життя та кар'єра
Сідні Пенні народилася 1971 року в сім'ї коміка Генка Пенні та його дружини оперної співачки Шарі. Пенні розпочала свою кар'єру в дванадцятирічному віці зі зйомок у різних телефільмах, кінофільмах та міні-серіалах і до середини 1980-х років виграла дві нагороди «Молодий актор». Будучи підлітком, вона стала відома завдяки ролі у вестерні «Ім'я йому Смерть» з Клінтом Іствудом, міні-серіалу «Ті, що співають у терні» і ролі в ситкомі «Нова Гіджет».
На початку 1990-х років, коли її кар'єра дитини-актора завершилася, Сідні Пенні перекваліфікувалася на актрису денних мильних опер і здобула найбільшу популярність завдяки ролі Джулії Сантос Кіфер у шоу «Всі мої діти». Також вона знімалася в мильних операх «Санта-Барбара», «Зухвалі та красиві» і коротко замінила С'юзан Ворд у «Кохання та таємниці Сансет Біч». За свою роботу в мильних операх вона двічі номінувалася на денну премію «Еммі» та отримала нагороду «Дайджесту мильних опер». Перехід Сідні Пенні у прайм-тайм виявився не настільки успішним і вона знялася лише у двох шоу, що недовго проіснували, «Бухта Гіперіон» та «Ларго». Крім цього Пенні зіграла головні ролі у багатьох телефільмів, головним чином, для жіночого кабельного каналу Lifetime.

## Особисте життя
Пенні одружена з Робертом Л. Пауерсом, у шлюбі народився син (нар. 2007) .

## Фільмографія
| Рік       |    | Українська назва               | Оригінальна назва                 | Роль              |
| --------- | -- | ------------------------------ | --------------------------------- | ----------------- |
| 1982      | с  | Слава                          | Fame                              | Сьюзан Маршалл    |
| 1983      | с  | Ті Джей Хукер                  | T. J. Hooker                      | Кеті Коутс        |
| 1983      | с  | Ті, що співають у терні        | The Thorn Birds                   | юна Меггі Клірі   |
| 1983      | с  | Сент-Елсвер                    | St. Elsewhere                     | Меліса Грилі      |
| 1985      | ф  | Ім'я йому Смерть               | Pale Rider                        | Меган Вілер       |
| 1986      | с  | Сутінкова зона                 | The Twilight Zone                 | Мері Мілетті      |
| 1991      | тф | Дитя темряви, дитя світла      | Child of Darkness, Child of Light | Маргарет Галлахер |
| 1992—1993 | с  | Санта-Барбара                  | Santa Barbara                     | Бі Джей Уокер     |
| 1993—2008 | с  | Всі мої діти                   | All My Children                   | Джулія Сантос     |
| 1999      | с  | Кохання та таємниці Сансет Біч | Sunset Beach                      | Мег Каммінгс      |
| 2000      | с  | Район Беверлі-Гіллз            | Beverly Hills, 90210              | Джозі Олівер      |
| 2001—2003 | с  | Ларго                          | Largo Winch                       | Джой Арден        |
| 2003—2005 | с  | Зухвалі і красиві              | The Bold and the Beautiful        | Саманта Келлі     |
| 2006      | тф | Потайні місця                  | Hidden Places                     | Ельза Вайатт      |
| 2011      | с  | До смерті красива              | Drop Dead Diva                    | міс Крітзер       |
| 2011      | с  | Дні нашого життя               | Days of Our Lives                 | доктор Лів Норман |
| 2014—2015 | с  | Милі ошуканки                  | Pretty Little Liars               | Леона Вандервол   |
| 2015      | с  |                                | Killer Crush                      | Габі              |
| 2016      | ф  |                                | Heritage Falls                    | Хізер Фіцпатрік   |
| 2017      | ф  | Вершина гори                   | Mountain Top                      | суддя Коберг      |